# Кайе-Кисилевский, Владимир Юлианович
Владимир Юлианович Кайе-Кисилевский (англ. Vladimir Julian Kaye (Kysilewsky) укр. Володимир Юліанович Кайє-Кисілевський, 4 августа 1896, Коломыя — 30 августа 1976, Оттава) — канадский государственный служащий, писатель, профессор Оттавского университета. Член Королевского института международных дел (Лондон), Института цивилизаций (Брюссель), Научного общества имени Тараса Шевченко, Украинской свободной академии наук.

## Биография
В 1914 году окончил Станиславскую (по другим данным — Черновицкую) гимназию.
В конце 1914 года вступил в ряды Украинских сечевых стрельцов, воевал в годы Первой мировой войны, с 1918 по 1920 годы служил в Украинской Галицкой армии.
Учился в Вене в технологическом университете, где заинтересовался семейной историей, а затем и историей Украины. Получил звание доктора философии за работу «Украинская шляхта в XVII веке». После этого переехал в Париж, где изучал французский язык.
В 1925 году эмигрировал в Канаду. С 1928 по 1930 годы был редактором украинского еженедельника «Западные новости» (Эдмонтон), с 1930 по 1931 годы работал помощником редактора еженедельника «Украина» в Чикаго.
С 1931 по 1940 год возглавлял Украинское пресс-бюро в Лондоне. Одновременно, с 1933 по 1936 годы, учился в Лондонском университете и защитил докторскую диссертацию на тему «Украинское национальное возрождения в Австрии, 1772—1848».

### На государственной службе
После начала Второй мировой войны стал сотрудником министерства информации, занимался подготовкой программ радиовещания на Канаду. В 1940 году вернулся в Оттаву и поступил на канадскую государственную службу. Работал в Национальном военном ведомстве, департаменте секретаря штата, в отделе гражданства и эмиграции. В 1962 году вышел в отставку и полностью посвятил себя научной работе.

### Научная деятельность
С 1948 года преподавал историю и славяноведение в Оттавском университете. С 1950 года — профессор, с 1960 г. возглавлял кафедру славяноведения.
Является автором более 1000 публикаций, как научных, так и публицистических. Научные труды издавались в Великобритании, Франции, США и Канаде.
Основные работы:
- «Canadians of Recent Europеаn Origin» (1945);
- «Ukraine, Russia and other Slavic Countries in English Literature: A Selected Bibliography of books, pamphlets, articles etc., published between 1912—1936» (1961);
- «Early Ukrainian Settlements in Canada, 1895—1900» (1964);
- «Dictionary of Ukrainian Canadian Biography: Pioneer Settlers of Manitoba, 1891—1900» (1975)

## Награды
- Орден Канады (англ. Member of the Order of Canada, 1974) — «за новаторскую работу в области мультикультурности»[4]
- Военный крест (УНР)
- Медаль Т. Шевченко (1963)